# Ante Jazić
Ante Jazić (* 27. Februar 1976 in Bedford, Nova Scotia) ist ein ehemaliger kanadischer Fußballspieler kroatischer Abstammung. Der Abwehrspieler stand zuletzt beim US-amerikanischen Erstligisten CD Chivas USA unter Vertrag.

## Vereinskarriere
Ante Jazić spielte zu Beginn seiner Karriere für eine Saison beim Amateurverein Halifax King of Donair und eine Saison bei der Fußballmannschaft der Dalhousie University. 1997 wechselte er nach Europa und ging nach Kroatien, dem Herkunftsland seiner Eltern. Dort unterschrieb er bei NK Hrvatski dragovoljac, der zuvor in die 1. HNL (erste Liga) aufgestiegen war. Durch seine guten Leistungen wurden auch andere Vereine auf den Kanadier aufmerksam und so ging er 1999 zum Ligakonkurrenten Hajduk Split. In seiner Saison bei Split gewann er mit dem Verein den nationalen Pokal. Nach diesem Erfolg wechselte Jazić zum österreichischen Rekordmeister SK Rapid Wien. Bis zum Jahr 2004 gewann er mit seiner Mannschaft aber keinen bedeutenden Titel. Auch der Wechsel zum russischen Erstligisten FK Kuban Krasnodar war nicht mit Erfolg verbunden, da der Verein am Ende der Saison 2004 in die zweite Liga abstieg und er diesen umgehend wieder verließ. Im Jahr 2006 kehrte Jazić nach Nordamerika zurück und wechselte zu Los Angeles Galaxy in die erste US-amerikanische Liga, wo er bis zum Dezember 2008 unter anderem an der Seite von David Beckham spielte. Von Januar 2009 bis 2013 spielte der Kanadier für den Lokalrivalen CD Chivas USA.

## Nationalmannschaft
Ante Jazić bestritt von 1998 bis 2012 insgesamt 37 Länderspiele für die Kanadische Fußballnationalmannschaft und schoss dabei ein Tor. Sein Debüt machte er im Alter von 21 Jahren, als er beim Spiel gegen Mazedonien eingewechselt wurde.

## Erfolge
- Kroatischer Pokalsieger: 2000